# Bendix G-15

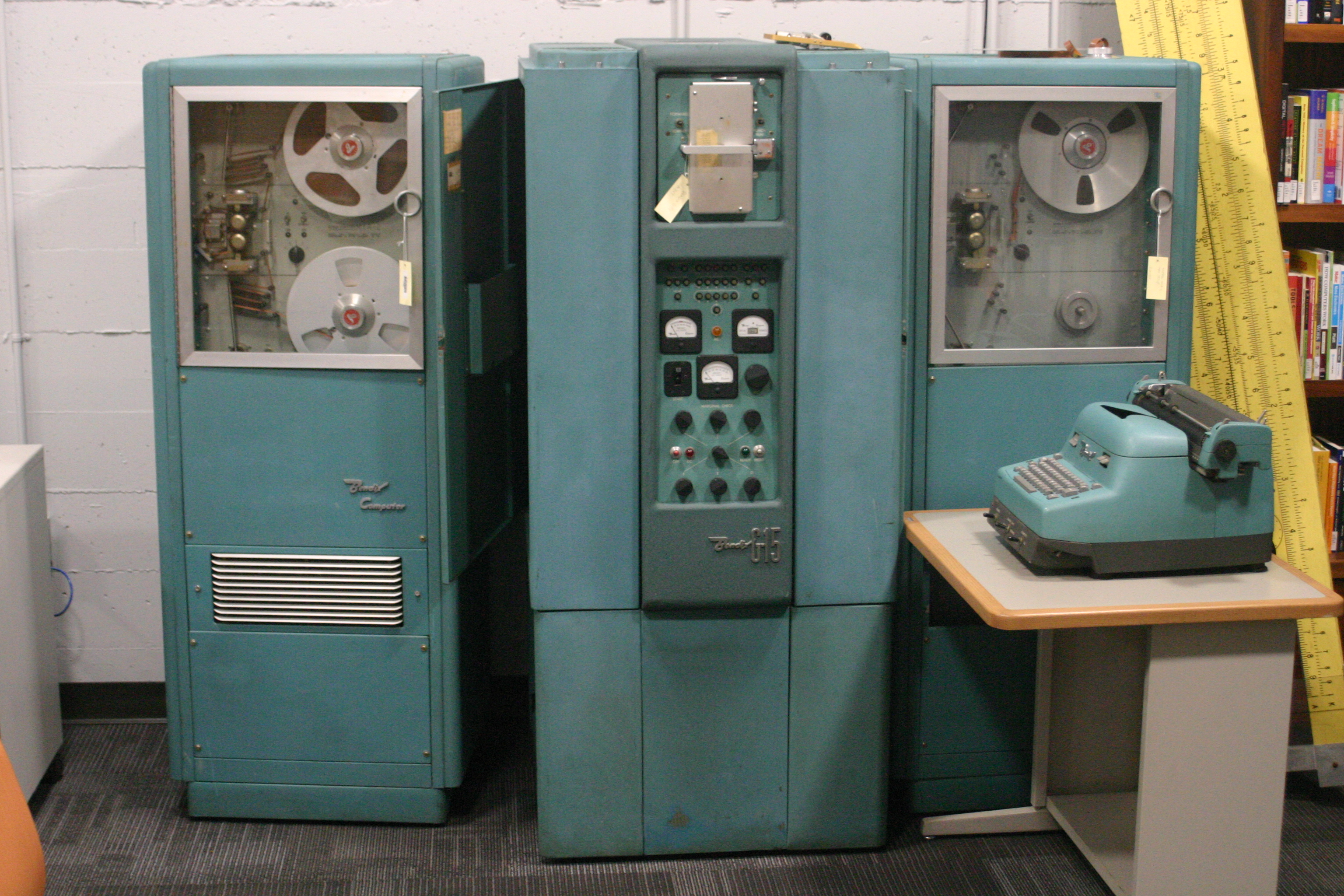
Bendix G-15

El Bendix G-15 fue un ordenador orientado al mercado científico e industrial, presentado en 1956 por la Computer Division de la Corporación Bendix, de Los Ángeles, California. Su tamaño era de 1,5 m por 1 m por 1 m y pesaba alrededor de 450 kg. El sistema base, sin periféricos, costaba US$49 500 (equivalente a $554 739 en 2023). Un modelo de trabajo costaba alrededor de US$60 000 (equivalente a $672 411 en 2023). También podía alquilarse por US$1485 (equivalente a $16 642 en 2023) por mes. La serie fue suspendida gradualmente cuando Control Data Corporation se hizo cargo de la división de computadoras de Bendix en 1963. 
El jefe de diseño del G-15 fue Huskey Harry, que había trabajado con Alan Turing en el ACE en el Reino Unido y en la SWAC en la década de 1950. Hizo la mayor parte del diseño mientras trabajaba como profesor en Berkeley y otras universidades. David C. Evans fue uno de los ingenieros de Bendix en el proyecto G-15. Él luego sería famoso por sus trabajos en gráficos por ordenador y para la creación de Evans & Sutherland con Ivan Sutherland.

## Arquitectura
El G-15 es una máquina de arquitectura en serie, una de las varias inspirada en el ACE, siendo la memoria principal de tambor magnético. Se utilizó un tambor magnético como una memoria de línea de retardo recirculante, en contraste de la línea de retraso analógica utilizada en otros diseños en serie. Cada pista tiene un conjunto de cabezas de lectura y escritura; tan pronto como se lee un bit, es inmediatamente reescrito en la misma pista una cierta distancia. La duración del retardo, y por lo tanto el número de palabras en una pista, fue determinada por el espaciamiento de las cabezas de lectura y escritura, la demora correspondiente al tiempo necesario para una sección del tambor para viajar de la cabeza de escritura a la correspondiente a la cabeza de lectura. En condiciones normales de funcionamiento, los datos se reescribían sin cambios, pero esta corriente de datos podía ser interceptada en cualquier momento, permitiendo que la máquina actualizar secciones de una pista cuando era necesario. 
Esta disposición permitió a los diseñadores crear "líneas demora" de cualquier longitud deseada. Además de las veinte "líneas largas" de 108 palabras cada una, había cuatro líneas cortas más, de 4 palabras cada uno. Estas líneas cortas se reciclaban a 27 veces la tasa de las líneas largas, lo que permitía un acceso rápido a los datos más frecuentemente leídos. Incluso el acumulador de la máquina se implementó como líneas del tambor: tres líneas de doble palabra usadas como almacenamiento intermedio y suma, multiplicación y división de doble precisión junto a un acumulador de una palabra. Este uso del tambor, en lugar de flip-flops para los registros, ayudó a reducir la cantidad de tubos. 
Una consecuencia de este diseño era que, a diferencia de otras computadoras con tambores magnéticos, el G-15 no conservaba el contenido de la memoria cuando se apagaba. Las únicas pistas permanentes eran las dos pistas de sincronización grabadas en el tambor en la fábrica. La segunda pista era una copia de seguridad, debido a que las pistas podían borrarse si uno de sus tubos amplificadores se dañaba.
La memoria del G-15 era serial (transmitía bit por bit, en lugar de varios bits simultáneamente), condicionando el diseño de su aritmética y los circuitos de control. Los sumadores trabajaban de a un bit a la vez, e incluso las instrucciones fueron diseñadas para reducir al mínimo el número de bits en una instrucción que es preciso mantener en los flip-flops.
El G-15 tenía 180 tubos de vacío y 300 diodos de germanio, y un total aproximado de 450 tubos (en su mayoría de triodos dobles). Su memoria de tambor magnético poseía 2160 palabras de veintinueve bits. El tiempo de acceso promedio era de 14,5 milisegundos, pero la arquitectura de las instrucciones de direccionamiento podían reducir drásticamente este tiempo con programas bien escritos. El tiempo de una suma era de 270 microsegundos (sin contar el tiempo de acceso a memoria). Las multiplicaciones de simple precisión tomaban 2439 microsegundos y las de doble precisión tomaban 16 700 microsegundos.
- Datos: Q4887139
- Multimedia: Bendix G-15 / Q4887139